# Pabellón Polideportivo de Los Pajaritos
El Pabellón Los Pajaritos es un pabellón polideportivo municipal de la ciudad de Soria (España) inaugurado en febrero de 1999. Se encuentra en la calle José Tudela en el interior del Complejo de Los Pajaritos. Actualmente tiene una capacidad para 1.610 personas y está pendiente de una remodelación con gradas supletorias.
El Río Duero Soria de voleibol disputa sus partidos en este polideportivo desde la temporada 2013-14. También fue sede del Numancia CMA Soria.
Es una instalación moderna y con todas las comodidades. Sala de recupeación, gimnasio, enfermería, todo desde la vanguardia y la funcionalidad. Se alza en un punto de la ciudad industrial y comercial. Hay buenos y confortables hoteles y hostales a muy poca distancia. Son una buena opción por su servicio y por sus precios, la mayoría adecuados y asumibles por el consumidor medio.
- Datos: Q65163618